# Cantonul Prémery
Cantonul Prémery este un canton din arondismentul Cosne-Cours-sur-Loire, departamentul Nièvre, regiunea Burgundia, Franța.

## Comune
| Comune               | Populație (1999) | Cod poștal | Cod INSEE |
| -------------------- | ---------------- | ---------- | --------- |
| Arbourse             | 108              | 58350      | 58009     |
| Arthel               | 85               | 58700      | 58013     |
| Arzembouy            | 83               | 58700      | 58014     |
| Champlemy            | 335              | 58210      | 58053     |
| Champlin             | 30               | 58700      | 58054     |
| Dompierre-sur-Nièvre | 170              | 58350      | 58101     |
| Giry                 | 215              | 58700      | 58127     |
| Lurcy-le-Bourg       | 305              | 58700      | 58147     |
| Montenoison          | 124              | 58700      | 58174     |
| Moussy               | 108              | 58700      | 58184     |
| Oulon                | 85               | 58700      | 58203     |
| Prémery              | 2.062            | 58700      | 58218     |
| Saint-Bonnot         | 117              | 58700      | 58234     |
| Sichamps             | 164              | 58700      | 58279     |